# Homoloidea
Homoloidea is een superfamilie van krabben.

## Systematiek
Ze omvat drie recente en twee fossiele families:
- Homolidae  De Haan, 1839
- Latreilliidae  Stimpson, 1858
- Poupiniidae  Guinot, 1991

### Uitgestorven
- Gastrodoridae  †  Van Bakel, Fraaije, Jagt & Artal, 2008
- Tithonohomolidae  †  Feldmann & Schweitzer, 2009